# Замок Маноргамільтон
Замок Маноргамільтон (англ. Manorhamilton Castle) — один із замків Ірландії, розташований в графстві Літрім. Замок був нещодавно відреставрований і перетворений на туристичний об'єкт. У замку нині є музейна експозиція і проводяться екскурсії.

## Історія замку Маноргамільтон
Замок побудований в 1634 році сером Фредеріком Гамільтоном (1590—1647) — шотландським аристократом та військовим діячем. Ці землі він отримав в дар від короля Англії та Шотландії під час так званих «Плантацій Ольстера» — колонізації Ірландії англійськими та шотландськими переселенцями. У той час ірландців виганяв з їх землі англійський уряд і заселяв землі англійськими і шотландськими колоністами. До цього ці землі належали ірландському клану О'Рурк — королівському клану ірландського королівства Брейфне. Сер Гамільтон викликав загальну ненависть серед ірландського населення. Спалахнуло повстання і повстанці здійснили штурм замку Маноргамільтон.
Фредерік Гамільтон був наймолодшим сином Клода Гамільтона — І лорда Пейслі та його дружини Маргарет Сетон — дочки Джорджа Сетона — V лорда Сетон. Фредерік Гамільтон одружився з Сідні Воган 20 травня 1620 року. Вона була дочкою сера Джона Вогана, що був губернатором Лондондеррі. Серу Фредеріку дарували землі в графстві Літрім в 1622 році. Протягом наступних двох десятиліть він збільшив свій маєток до 18 000 акрів і побудував замок Маноргамільтон, навколо якого виросло місто Маноргамільтон. У листопаді 1631 року сер Фредерік пішов на службу королю Швеції, ставши полковником шотландсько-ірландського полку, що воював у Німеччині протягом 15 місяців. Вони билися з армією генерала Тотта в басейнах Ельби, біля Везера та в Рейнланді. Плтім він повернувся в свій маєток в Літрімі, потім безуспішно знову намагався піти на службу до короля Швеції в вересні 1637 року.
5 грудня 1640 р. Комітет ірландських справ Довгого парламенту підтримав скаргу від ірландського шляхтича Тірлаґа Мак Рагнайла (Рейнольдса) Кілтубрида з королівства Муйнітр Еолайс, що нарікав на те, що сер Фредерік Гамільтон незаконно відібрав у нього землі Сенат в графстві Літрім.
Під час ірландського повстання 1641 року замок Маноргамільтон перебував під постійною облогою, але замок вистояв, штурми були відбиті. У 1643 році Фредерік Гамільтон став полковником кінного полку в армії Ліги Солем та Ковенанту Шотландії та північної Англії, у той же час зберігаючи свій піхотний полк у західному Ольстері.
У 1642 році Гамільтон почав війну проти ірландського клану О'Рурк. Гамільтон захопив місто Слайго, спаливши вщент кілька будинків, спалив абатство Слайго і після такої «звитяги» повернувся в замок Маноргамільтон.
Місцеві легенди розповідають, що на шляху через гори до замку Маноргамільтон деякі люди Гамільтона загинули, заблукавши в густому тумані. Вершник на білому коні запропонував їм безпечно провести їх через гори, але навмисно завів цих людей до прірви на погибель. Цю легенду потім переповів Вільям Батлер Єйтс і назвав твір «Прокляття полум'я та тіні».
У 1647 році сер Фредерік Гамільтон покинув розстріляну шотландську армію і повернувся до Единбурга, де він помер цього ж року у бідності. Він втратив усі свої маєтки в Ірландії та отримав дуже незначну компенсацію чи фінансову підтримку своїх військових зусиль від англійського парламенту. Його молодший син Густав отримав титул пера Ірландії та титул віконта Бойн.
Замок Маноргамільтон був спалений вщент роялістами під проводом графа Кланрікард в 1652 році. Потім був частково відбудований і використаний як казарми. Але потім був закинутий і перетворився на руїни.